# Tyler Childers
Timothy Tyler Childers (né le 21 juin 1987) est un chanteur et compositeur américain. Sa musique est un mélange de country, de bluegrass et de folk. L'album qui l'a révélé, Purgatory, sort en août 2017.

## Jeunesse
Tyler Childers est né et a grandi dans le comté de Lawrence, Kentucky . Son père travaillait dans l'industrie du charbon et sa mère était infirmière. Il apprend à chanter dans la chorale de l'église. Il commence à jouer de la guitare et à écrire des chansons vers l'âge de 13 ans. Il fréquente le Paintsville High School à proximité de Paintsville, Kentucky, et obtient son diplôme en 2009. Les musiciens country Chris Stapleton (Staffordsville) et Loretta Lynn (Van Lear) sont également originaires des environs de Paintsville. Il étudie pendant un semestre à la Western Kentucky University et s'inscrit au Bluegrass Community and Technical College pendant quelques semestres. Il abandonne l'université et fait des petits boulots pendant un certain temps tout en poursuivant une carrière musicale.

## Carrière
Childers commence à se produire à Lexington, Kentucky et Huntington, Virginie-Occidentale. En 2011, alors qu'il a 19 ans, Childers sort son premier album, Bottles And Bibles. Il a également sorti deux EP enregistrés en 2013 à Red Barn Radio, une émission de radio de Lexington. Les deux EP sont sortis plus tard après le succès de son album Purgatory, et ont atteint le n ° 5 sur Heatseekers Albums. Il a été accompagné du groupe The Food Stamps.
Son premier succès vient avec Purgatory, l'album qui l'a révélé, sorti le 4 août 2017,. L'album a été produit par Sturgill Simpson et David Ferguson et enregistré au Butcher Shoppe à Nashville. Simpson a également joué de la guitare et a chanté des chœurs sur l'album, avec Miles Miller à la batterie, Stuart Duncan au violon et Russ Paul sur d'autres instruments. Il a fait ses débuts au n ° 1 du classement ' albums Heatseekers de Billboard, au n ° 17 du palmarès des albums Country et au n ° 4 du palmarès des albums Americana / Folk. En septembre 2018, Childers remporte le prix de l'Artiste émergent de l'année aux Americana Music Honors & Awards 2018, où il prononce un discours de remerciement connu pour sa critique du label de genre Americana, affirmant que "en tant qu'homme qui s'identifie comme chanteur de musique country, je pense qu'Americana ne fait partie de rien et est une distraction par rapport aux problèmes auxquels nous sommes confrontés à un niveau plus important en tant que chanteurs de musique country. Cela ressemble à un purgatoire."
Country Squire, un deuxième album sous le label Hickman Holler, et le troisième de Childers, est sorti le 2 août 2019, après avoir été annoncé en mai 2019. Cet album a de nouveau été produit par Simpson et Ferguson. La vidéo du premier single de l'album House Fire est également sortie le 16 mai 2019. « All Your'n », le deuxième single de l'album, a été nommé pour la meilleure performance solo country aux 62e Grammy Awards annuels.
Le 18 septembre 2020, Childers publie Long Violent History, un album surprise composé principalement de morceaux de violon traditionnels. L'album se termine avec la chanson titre, Long Violent History, une chanson originale qui traite du racisme, des troubles civils et de la brutalité policière. Il publie un message vidéo pour accompagner la chanson, dans lequel il discute de son intention pour l'album en général et la chanson titre en particulier, appelant avant tout à l'empathie. La vidéo révèle également que 100% des bénéfices de l'album seront utilisés pour soutenir les communautés mal desservies de la région des Appalaches, par le biais du Hickman Holler Appalachian Relief Fund de Childers.
Le 30 septembre 2022 sort un triple album intitulé Can I Take My Hounds to Heaven?. Chaque disque de ce triple album présente les mêmes huit morceaux de musique mais dans des versions différentes appelées respectivement Hallelujah, Jubilee, et Joyful Noise.
L'album Rustin' in the Rain sort le 8 septembre 2023. 

## Style musical
La musique de Childers est influencée par son état d'origine, le Kentucky et son lien avec la musique country et le bluegrass. Il écrit souvent sur l'extraction du charbon, qui était l'occupation de son père, et ses conséquences. Rebecca Bengal, écrivant pour The Guardian, a décrit les chansons de Childers comme un « contre-récit aux étrangers qui cherchent à perpétuer les stéréotypes d'arriération et de pauvreté ». Childers met l'accent sur le contenu lyrique des chansons, comparant le processus d'écriture à la narration d'histoires courtes.

## Les membres du groupe Food Stamps

### Les membres actuels
- Craig Burletic - guitare basse[24]
- Chase Lewis - claviers[25]
- Rodney Elkins - batterie
- James Barker - pedal steel guitar
- "The Professor" Jesse Wells - autres guitares, violon[26]

## Discographie

### Albums studio
| Titre                                                           | Détails de l'album | Meilleur classement | Meilleur classement | Meilleur classement | Meilleur classement | Meilleur classement | Meilleur classement | Ventes               |
| Titre                                                           | Détails de l'album | US                  | US Country          | US Indie            | US Folk             | CAN                 | Royaume-Uni         | Ventes               |
| --------------------------------------------------------------- | --- | ------------------- | ------------------- | ------------------- | ------------------- | ------------------- | ------------------- | -------------------- |
| Bottles and Bibles                                              | - Date de sortie: 11 octobre 2011 - Label: Hickman Holler Records - Formats: CD, téléchargement numérique                      | -                   | -                   | -                   | -                   | -                   | -                   |                      |
| Purgatory                                                       | - Date de sortie: 4 août 2017 - Label : Hickman Holler Records / Thirty Tigers - Formats: CD, téléchargement numérique, vinyle | 120                 | 12                  | 3                   | 4                   | -                   | -                   | - États-Unis: 82 900 |
| Country Squire                                                  | - Date de sortie: 2 août 2019 - Label : Hickman Holler Records / RCA Records - Formats: CD, téléchargement numérique, vinyle   | 12                  | 1                   | -                   | 1                   | 86                  | 1                   | - États-Unis: 65 400 |
| Long Violent History                                            | - Date de sortie: 18 septembre 2020 - Label: Hickman Holler Records / RCA Records - Formats: téléchargement numérique          | -                   | -                   | -                   | -                   | -                   | -                   |                      |
| Can I Take My Hounds to Heaven?                                 | - Date de sortie: 30 septembre 2022 - Label: Hickman Holler Records / RCA Records - Formats: LP, CD, téléchargement numérique  | -                   | -                   | -                   | -                   | -                   | -                   |                      |
| Rustin’ in the Rain                                             | - Date de sortie: 8 septembre 2023 - Label: Hickman Holler Records, RCA Records - Formats: LP, CD, téléchargement numérique    | -                   | -                   | -                   | -                   | -                   | -                   |                      |
| Snipe Hunter                                                    | - Date de sortie: 25 juillet 2025 - Label: Hickman Holler Records / RCA Records - Formats: LP, CD, téléchargement numérique    | -                   | -                   | -                   | -                   | -                   | -                   |                      |
| "-" indique les versions qui ne figurent pas dans le classement | |                     |                     |                     |                     |                     |                     |                      |

### EP
| Live on Red Barn Radio                                          | - Date de sortie: 24 octobre 2013 - Label: Tyler Childers et le Highwall                                   | - | -  |
| Live on Red Barn Radio II                                       | - Date de sortie: 24 avril 2014 - Label: Tyler Childers et le Highwall                                     | - | -  |
| Live on Red Barn Radio I & II (rerelease of 2 EPs as one)       | - Date de sortie: 29 juin 2018 - Étiquette: Hickman Holler - Formats: CD, téléchargement numérique, vinyle | 5 | 14 |
| Reimagined                                                      | - Date de sortie: 18 octobre 2019 - Étiquette: Hickman Holler                                              | - | -  |
| "-" indique les versions qui ne figurent pas dans le classement | |   |    |

### Singles
| An                                                              | Titre             | Meilleur classement | Meilleur classement | Ventes               | Album               |
| An                                                              | Titre             | Hot Country Songs   | US AAA              | Ventes               | Album               |
| --------------------------------------------------------------- | ----------------- | ------------------- | ------------------- | -------------------- | ------------------- |
| 2017                                                            | "Lady May"        | -                   | -                   |                      | Purgatoire          |
| 2017                                                            | "Whitehouse Road" | -                   | -                   | - États-Unis: 82 000 | Purgatoire          |
| 2017                                                            | "Universal Sound" | -                   | -                   |                      | Purgatoire          |
| 2019                                                            | "House Fire"      | -                   | 40                  |                      | Country Squire      |
| 2019                                                            | "All Your'n"      | 46                  | 16                  | - États-Unis: 21 000 | Country Squire      |
| 2023                                                            | "In Your Love"    | 7                   | 7                   |                      | Rustin' in the Rain |
| "-" indique les versions qui ne figurent pas dans le classement |                   |                     |                     |                      |                     |

### Vidéos musicales
| An   | Vidéo             | Réalisateurs(s)       | Réf.   |
| ---- | ----------------- | --------------------- | ------ |
| 2017 | «Whitehouse Road» | Brainwrap Productions | [ 50 ] |
| 2019 | "House Fire"      |                       | [ 51 ] |
| 2019 | "All Your'n"      | Matt Stawski          | [ 52 ] |
| 2020 | "Country Squire"  | Tony Moore            | [ 53 ] |

## Récompenses et nominations
| Prix                   | An   | Catégorie                          | Nomination / Travail | Résultat | Réf.   |
| ---------------------- | ---- | ---------------------------------- | -------------------- | -------- | ------ |
| Americana Music Honors | 2018 | Artiste émergent de l'année        | Tyler Childers       | Lauréat  | [ 14 ] |
| Grammy Awards          | 2020 | Meilleure performance solo country | "All Your'n"         | Nommé    | [ 54 ] |